# Ponte Maria Cristina

Il ponte prima della distruzione nel 1943.

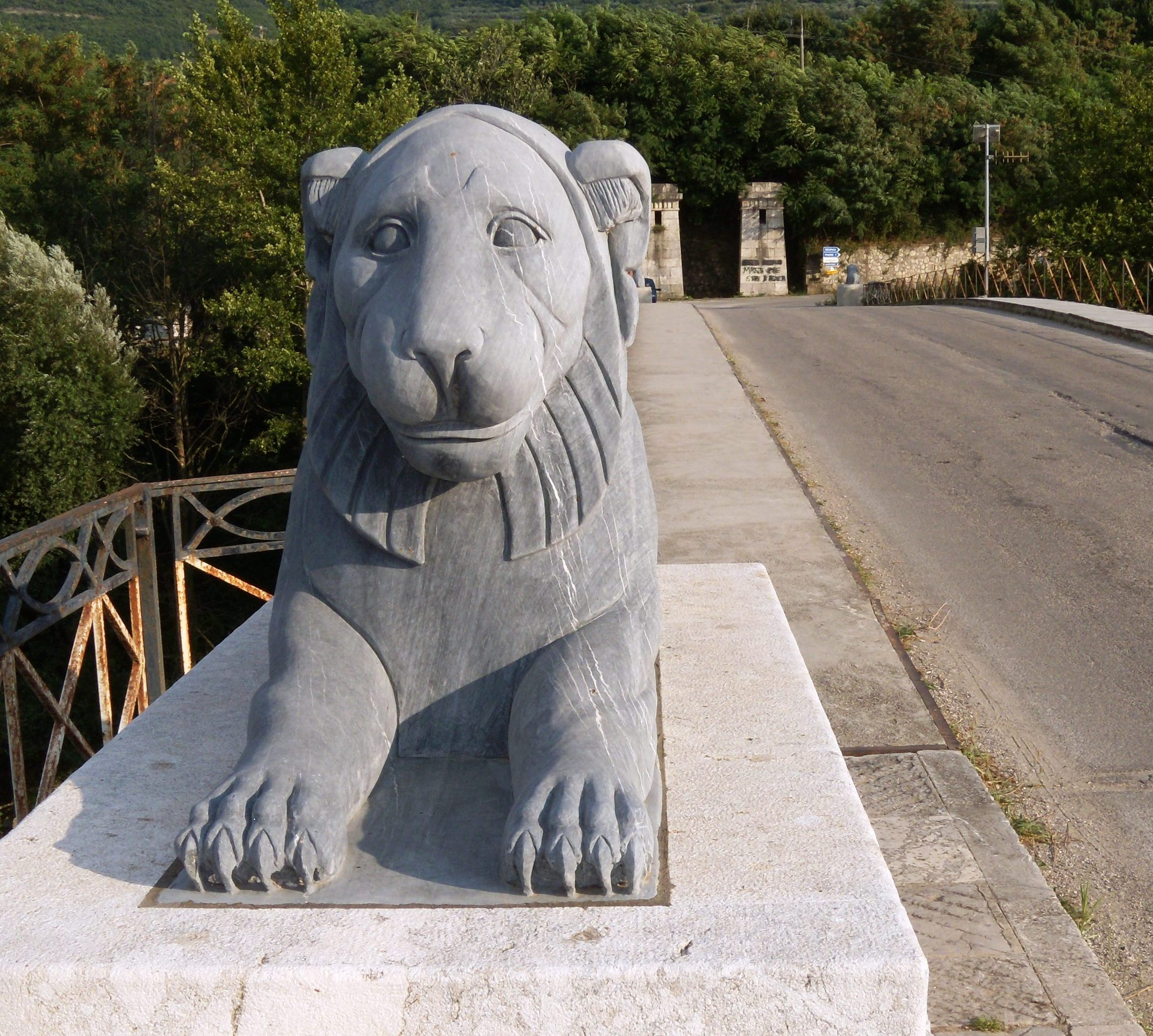
Uno dei leoni del ponte; sullo sfondo si notano due dei quattro pilastri che reggevano le catene del ponte pensile.

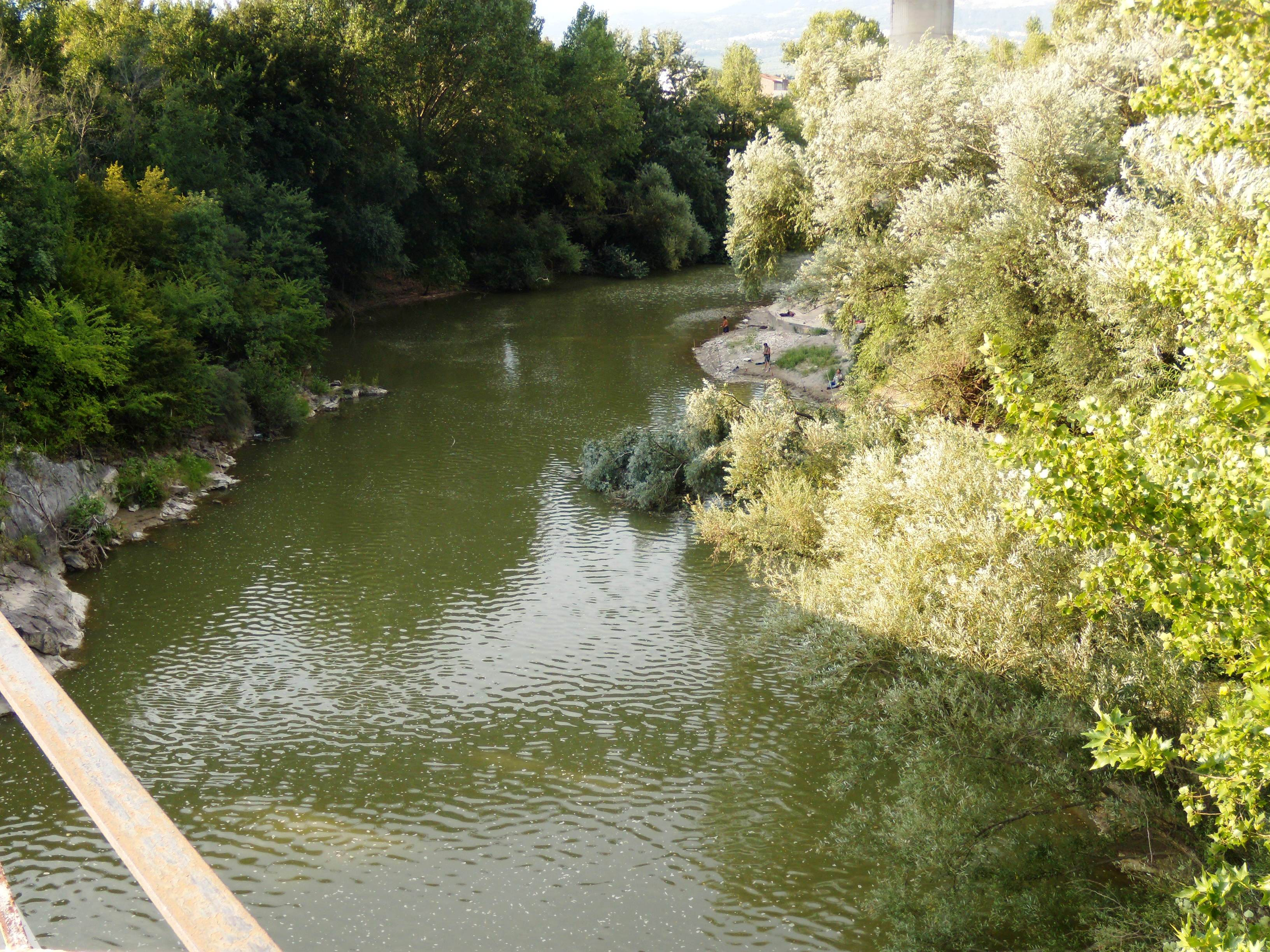
Il fiume Calore visto dal ponte.

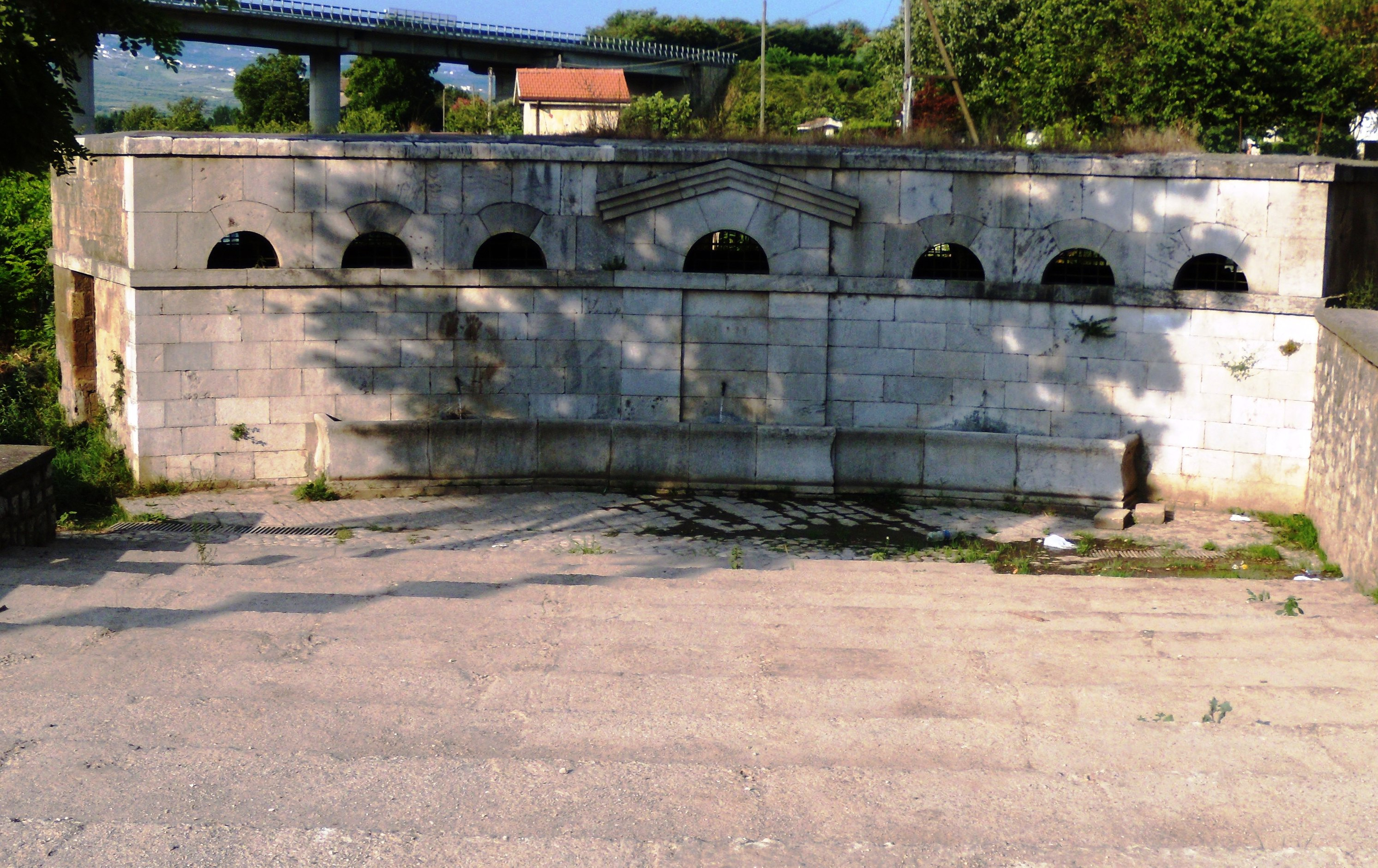
La Fontana della Sala.

Il ponte Maria Cristina (detto anche ponte Cristino o semplicemente ponte Cristina) è una architettura situata sul fiume Calore presso il comune di Solopaca.
L'attuale struttura è stata edificata nel dopoguerra a seguito della distruzione del precedente ponte pensile, capolavoro di Luigi Giura, inaugurato nel 1835 da Ferdinando II delle Due Sicilie e dalla sua prima moglie Maria Cristina di Savoia (alla quale tuttora è intitolato).

## Storia
La costruzione di un ponte sul fiume Calore che unisse la Valle Telesina al Taburno fu una impresa provata numerose volte ma mai portata a termine a causa delle continue piene che impedivano qualsiasi cantiere.
Nella prima metà del XVII secolo, sotto il Viceré di Napoli Pennaranda, si diede inizio all'edificazione di un ponte a poca distanza dall'attuale, in località "pedastri viecchi". Completati i due pilastri sulle sponde ed il primo pilone centrale, furono vani i tentativi di portare a termine anche il secondo pilone per le numerose difficoltà trovate.
Nuove proposte furono fatte all'inizio del XIX secolo dal Casella e dal De Fazio che proposero rispettivamente la costruzione di un ponte in muratura sui tre pilastri già esistenti e l'edificazione di una architettura in legno servendosi delle basi in muratura esistenti. Entrambe le proposte furono però rigettate. Nel 1812 si tentò di piantare il secondo pilone senza riuscirci mentre nel 1815 finalmente si riuscì a piantarlo ma l'ennesima alluvione lo sradicò come se non fosse mai stato costruito.
Nonostante nuove proposte come ad esempio quella del Grasso (che prevedeva un ponte in legno su basi di muratura) non si fece nulla di concreto sino alla svolta del 1828 quando le province del Molise e di Terra di Lavoro si accordarono per compensare ugualmente le spese per la costruzione di un nuovo ponte, chiedendo al Re Ferdinando II che fossero stati adottati gli stessi criteri per il ponte che allora si era iniziato a costruire sul Garigliano.
Il Re accettò ed incaricò dell'opera lo stesso progettista, l'ingegnere Luigi Giura. Questi a seguito dei suoi sondaggi decise di non costruire il ponte dove erano già i piloni ma di spostarsi a circa 1 km di distanza dove il suolo roccioso delle sponde assicurava un solido ancoraggio per un ponte pensile.
I lavori cominciarono nel luglio 1832 e non subirono imprevisti grazie ai meticolosi e puntigliosi calcoli del Giura che arrivò addirittura a calcolare gli effetti che le variazioni di temperatura avrebbero avuto sulle catene di ferro. I componenti in ferro del ponte, furono realizzati in Calabria nel complesso siderurgico di Mongiana.
Nel marzo 1835 il ponte pensile sul Calore era completato. Sottoposto a delle prove di resistenza, con un notevole peso risultò esserci solo una lieve oscillazione. Pertanto il 5 aprile si procedette all'inaugurazione alla presenza della famiglia reale, di ministri ed uomini politici, con il concorso di una popolazione festante. Dato che il ponte sul Garigliano era stato intitolato al Sovrano, questi volle che il ponte di Solopaca fosse intitolato alla sua consorte Maria Cristina.
Il ponte venne fornito anche di un custode che impediva il passaggio di mezzi superiori alle 2,5 tonnellate.
Nel 1852 a seguito di una alluvione il ponte subì gravi danni ma venne prontamente riparato.
Il 4 ottobre 1943 i tedeschi in risalita fecero saltare l'antico ponte pensile provocando anche la morte di diverse persone. La ricostruzione avvenne nello stesso sito della precedente architettura ma con una struttura completamente diversa ed in cemento armato.
Il cantiere della Ferrobeton iniziò nella primavera del 1946 e terminò nell'autunno del 1947 quando venne collaudato ed inaugurato.

## Descrizione
Del vecchio ponte, oltre al ricordo degli anziani di Solopaca, restano le due piazzole semicircolari ai due imbocchi, i quattro leoni in marmo ed i quattro massicci pilastri che servivano per reggere le catene e che, con l'edificazione del nuovo ponte in cemento armato, furono posti in posizione arretrata rispetto alla loro collocazione originaria per una mera funzione di ricordo.

Su uno dei pilastri è ancora posta la lapide originaria del 1835 la cui traduzione dal latino recita:
(Traduzione del prof. Alfredo Romano)
I leoni sono stati sostituiti recentemente a seguito di un furto avvenuto nel 2003.
Vicina al ponte è la Fontana della Sala con un retrostante lavatoio pubblico.
Oggi il ponte è visitato da molti visitatori, grazie anche alla fontana e al verde dove è possibile passare molte ore al fresco.
Dopo circa 10 anni dopo accurate indagini i leoni sono stati trovati in Belgio e riportati a Solopaca. Successivamente si sono rivelati essere dei falsi.

## Il sindaco di Solopaca ed il re
Al termine dell'inaugurazione il sindaco di Solopaca, Carlo Abbamondi, supplicò il Re di giungere a Solopaca dove la popolazione attendeva una sua visita. Il sovrano accettò ma chiese di scendere al Municipio. L'Abbamondi, cosciente dell'inesistenza di una casa comunale (la "sede" era una stanzetta sotto il campanile della Chiesa Ricettizia), si affrettò a scrivere una targa con la dicitura "Municipio" che venne apposta davanti all'ingresso del suo palazzo. Il Re, vista la sontuosità dell'edificio, capì subito l'imbroglio e richiamò il Sindaco dicendo "Abbamondi, Abbamondi! Tu gabba il mondo, ma non gabbare il tuo Re!".